# Isla Catalina (ö i Dominikanska republiken)
Isla Catalina är en ö i Dominikanska republiken.   Den ligger i provinsen La Romana, i den östra delen av landet, 100 km öster om huvudstaden Santo Domingo. Arean är 8,0 kvadratkilometer.
Terrängen på Isla Catalina är mycket platt. Öns högsta punkt är 19 meter över havet. Den sträcker sig 4,4 kilometer i nord-sydlig riktning, och 3,7 kilometer i öst-västlig riktning.